# Tell (película)
Tell es una película estadounidense de acción de 2014, dirigida por J.M.R. Luna y protagonizada por Milo Ventimiglia, Katee Sackhoff y Jason Lee. Se estrenó el 4 de diciembre de 2014 en los cines estadounidenses.

## Argumento
La película sigue a Ethan Tell, un delincuente de poca monta que se gana la puntuación en grande cuando roba 1 millón de dólares. Irónicamente, su vida cambia radicalmente para lo peor cuando descubre que robar el dinero era la parte fácil y que ahora tiene que mantener a su pareja, su esposa, su oficial de libertad condicional y dos detectives corruptos que se pegan a él.

## Personajes
La película está protagonizada por:
- Milo Ventimiglia como Ethan Tell.
- Katee Sackhoff como Beverly, esposa de Tell.
- Jason Lee como Ray, examigo de Tell y hermano de Beverly.
- Robert Patrick como el detective Ashton.
- Alan Tudyk como el detective Morton.
- John Michael Higgins como Huffman.
- Faizon Love como Dwight Johnson, oficial de libertad condicional de Tell.
- Óscar Núñez como padre Jack.
- Peter Reinert como Malcolm.
- Monica Young como Stephanie.
- Joseph O'Neill como Joe.
- Gage Christopher como William Tell, hijo de Tell.
- Frank Drank como Frank.
- Michael Flores como un preso.
- Paul David Roberts como un detective.
- James Russell como un policía.